# 丸山定
丸山 定（まるやま さだむ、1888年（明治21年）8月30日 - 1959年（昭和34年）12月14日）は、大日本帝国陸軍軍人。最終階級は陸軍少将。

## 経歴
1888年（明治21年）に熊本県で生まれた。陸軍士官学校第21期卒業。1933年（昭和8年）10月に独立守備歩兵第16大隊長に就任し、1935年（昭和10年）12月に陸軍歩兵大佐に進級した。1936年（昭和11年）3月に豊橋陸軍教導学校歩兵学生隊長に転じ、1937年（昭和12年）12月に留守第1師団司令部附となり、慶應義塾大学に配属された。
1938年（昭和13年）12月10日に陸軍少将進級と同時に中支那派遣軍司令部附となり、日中戦争に出動。1939年（昭和14年）1月に独立混成第12旅団長（第13軍）に転じ、高郵、揚州周辺で討伐戦を行い、警備に当たった。1940年（昭和15年）12月1日に留守第1師団司令部附となり、12月28日に予備役に編入された。1944年（昭和19年）5月22日に召集され、横浜連隊区司令官に就任。1945年（昭和20年）3月31日に横浜地区司令部附となり、4月30日に熊本師管区兵務部長に転じた。
1947年（昭和22年）11月28日、公職追放仮指定を受けた。